# 穆棱街道
穆棱街道，是中华人民共和国黑龙江省鸡西市梨树区下辖的一个乡镇级行政单位。

## 行政区划
穆棱街道下辖以下地区：
向东社区、胜利社区、前进社区和卫东社区。